# 軍学校
軍学校（ぐんがっこう）とは、軍隊など軍事組織の学校である。学校の形態、制度等は時代や国あるいは軍事組織の種類によって異なるが、大別すると軍人（またはそれに類する者）を補充するための養成教育を主とする学校と、より高度な技能や知識の教育を主とする学校がある。ただし同一の学校で複数の機能を備える場合もあり、すべてを明確に区別することは困難である。

## 概要
軍事組織はその質の向上や維持のため、構成員の教育が重要となる。教育の多くは学校という名称をもたない教育隊やその他の部隊等で行われるが、一部は特に学校を設けて教育を行う。指揮官となる者には部下の統率にふさわしい知識や素養を持たせるよう、補充のための学校が古くから設立され養成教育を行ってきた。代表的なものが各国、各軍の士官学校である。また指揮官となる者をさらに質の高いものとするため若年のうちから教育する学校、あるいは上級の指揮官や参謀としての任務に堪えられる高等な戦術や戦略を教育する学校を設けることもある。
前述の学校とは別に構成員の役割や運用法が多様化し、それぞれ特化したことへの対応、または使用する機器が複雑化していくことに対応するためにも専門の学校を設けて高度な教育を行う。具体的な例としては砲兵学校、経理学校、機関学校、通信学校などである。ここに挙げた学校名は、かつて日本に存在した学校名を便宜的にあてはめたもので、軍学校の種類や名称は国や時代あるいは組織により千差万別である。軍学校は原則として軍事組織の一部であり、被教育者の身体検査基準や規律は組織に適していることが要求される。
軍学校の第一義的な目的は組織構成員または構成員となる者に対する教育であるが、一般の大学等と同様に専門研究等を行ったり出版物その他を発表することもある。

## 欧米の軍学校

### イギリス
最古の軍学校はイギリスの王立陸軍士官学校で、特に専門の知識が必要となる砲兵と工兵の士官（将校）養成教育のため18世紀に設立された。ほかにイギリスでは王立陸軍大学が19世紀初頭に設けられたが、どちらも第二次世界大戦ととも閉鎖され、戦後サンドハースト王立陸軍士官学校として再建された。

### フランス
フランスのサン・シール陸軍士官学校は19世紀初頭に設立され、同校は日本を含む多くの国の陸軍士官学校創設時に参考とされている。

### アメリカ合衆国
アメリカ合衆国では陸軍、海軍（海兵隊含む）、空軍（宇宙軍含む）、沿岸警備隊が幹部養成のための教育機関を有する。
これらの教育機関の中でも陸軍士官学校（ニューヨーク州ウェストポイント）、海軍兵学校（メリーランド州アナポリス）は、それぞれ19世紀に設立された機関で、名門中の名門とされている。空軍創設後は、空軍士官学校（コロラド州コロラドスプリングス）が設立され、空軍と宇宙軍に士官を送り出している。
兵卒が永住権保持者でもよいのに対し、士官学校等には米国市民権の保有のほか上院・下院議員による推薦などの入学要件が設けられている。

## 日本の軍学校

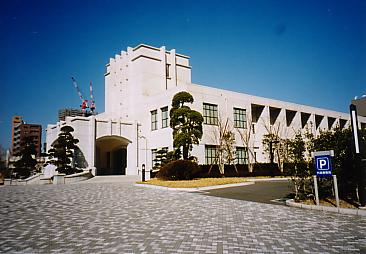
旧陸軍士官学校（市ヶ谷記念館）

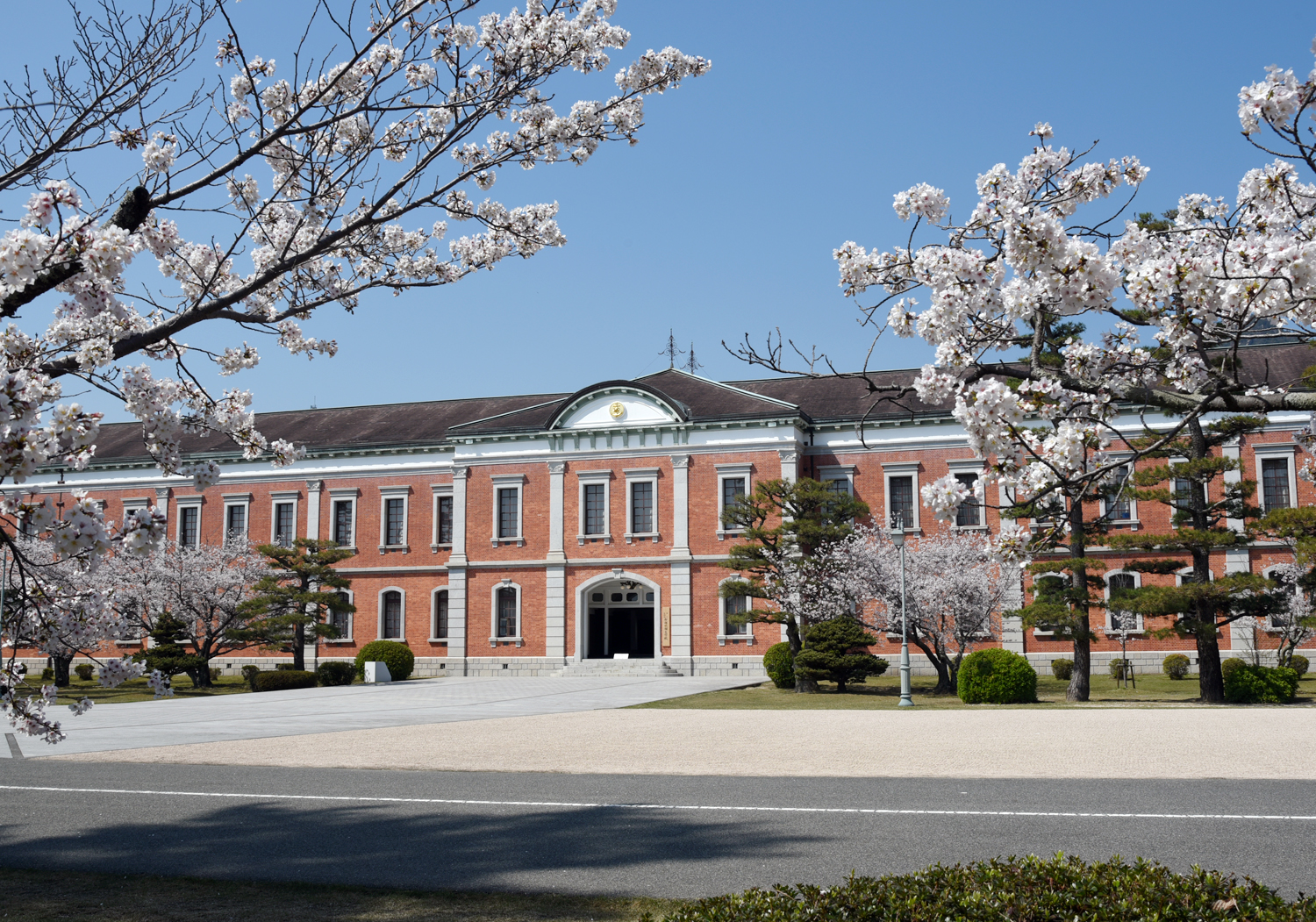
旧海軍兵学校生徒館（現海上自衛隊幹部候補生学校）

古くからの武士やその子弟に対する教育を別とすれば、陸軍の学校は1868年（明治元年）旧暦7月、京都府に兵学校が置かれたのが始まりである。この場合の「兵」は兵士のことではなく軍事（兵学）を意味し、将校と下士官を養成した。翌年、兵学校は兵学所と改称したのち大阪府玉造に移され、さらに兵学寮となり士官生徒を教育する青年舎と幼年生徒を教育する幼年舎にわけられた。1872年（明治5年）、兵学寮は東京府に移転し、1874年（明治7年）8月に独立して陸軍士官学校となった。また、廃藩置県前には駿府藩（静岡藩）が沼津兵学校を開いて藩士の子弟を教育した例もある。
海軍は1869年（明治2年）旧暦9月、兵部省が東京府築地に海軍操練所を置き海軍修業生を教育した。海軍操練所は翌年、海軍兵学寮と改称され、さらに1876年（明治9年）8月、海軍兵学校となった。以後、陸海軍ともに多くの学校を設置して教育と研究を行った。陸海軍の学校は学費が不要であり、かつ生徒には手当金が毎月支給されるため、資産を持たない家の子弟にとっては経済的な負担なく高等官である陸軍将校、海軍士官、あるいは判任官である下士官という官吏になる方法のひとつでもあった。
1945年（昭和20年）の第二次世界大戦（太平洋戦争）敗戦による旧陸海軍の廃止以来、日本には軍隊がなく厳然たる軍学校も存在しない。しかし、公式には軍隊とされない自衛隊をめぐり国内外で多様な解釈がある。なお、自衛隊の学校は存在する（自衛隊の学校等一覧も参照）。

### 陸軍
陸軍の教育は初期には兵部省を受け継いだ陸軍省が管理し、1887年（明治20年）6月より監軍部が担当した。1898年（明治31年）1月からは監軍部を廃止して新たに設置された教育総監部が担当した。そのため陸軍の学校は航空関係の学校が設立されるまでは大半が教育総監部の所管であった。経理部、衛生部など各部の学校と、兵科であっても憲兵科と技術に従事する者（1940年に技術部となる）の学校は陸軍省の所管となった。参謀を養成することを目的として設立された陸軍大学校は参謀本部の所管であり、ほかに陸軍中野学校は陸軍省の所管学校として設立されたが、1942年（昭和17年）4月より参謀本部が管轄した。
航空関係の学校は1919年（大正8年）4月、最初となる陸軍航空学校と同時に設置された陸軍航空部が管轄し、1925年（大正14年）5月、陸軍航空部は陸軍航空本部となり管轄を継承した。1938年（昭和13年）12月、航空関係の教育専任の陸軍航空総監部が設立されると航空関係の学校は陸軍航空総監部の所管となった。また航空の例にならい1941年（昭和16年）4月、陸軍省の外局に陸軍機甲本部が設置された。これ以後陸軍騎兵学校と、自動車、戦車関係の学校は陸軍機甲本部が管轄した。
陸軍では学校の機能により、将校あるいは下士官となる者に養成教育を行う学校を「補充学校」、軍人に特別な技能や知識を教育する学校を「実施学校」と一部で呼んだ。しかし両方の機能を備える学校もあり厳密な区別ができないため、明確に規定されたものではなく俗称である。
学校における被教育者は教育課程その他の条件により学生、生徒、下士官候補者などがあり、学校に入ることは入校といった。教育を修了して学校を離れることは、学校や教育課程により卒業のほかに退校という表現を使う場合があった。

### 日本海軍
海軍には陸軍の教育総監部に相当する天皇直隷の教育統轄機関がなく、軍政を統轄する海軍省が教育も担当した。1900年（明治33年）5月、海軍省の外局として海軍教育本部が設立され海軍の諸学校を管轄したが、1923年（大正12年）4月に規模を縮小して省内の教育局となった。以後、海軍の学校は海軍省の所管学校と各鎮守府の所管学校にわけられた。
海軍兵学校、海軍機関学校、海軍経理学校はいわゆる「海軍三校」とされ、士官の養成教育を行った。受験時の身体検査で裸眼視力1.0以上が合格基準である海軍兵学校に対し、海軍経理学校は眼鏡等を使用した矯正視力1.0以上を可としたので、海軍士官志望でありながら視力の低い者にも人気があった。
陸軍の「実施学校」に相当するものが海軍では「術科学校」と呼ばれる場合があるが、これも公式には規定されていない俗称である。学校設置の法令は勅令により、教育内容は官房通達によっていた。
海軍には以下の学校があった（便宜的に管轄官衙で分類した）。

### 主な日本の軍学校の一覧

#### 陸軍
- 陸軍幼年学校
- 陸軍士官学校
- 陸軍予備士官学校
- 陸軍経理学校
- 陸軍大学校
- 陸軍騎兵学校
- 陸軍中野学校
- 陸軍戸山学校

#### 海軍
- 海軍兵学校
- 海軍機関学校
- 海軍経理学校
- 海軍大学校